# Policzna (Mazovie)
Pour les articles homonymes, voir Policzna.
Policzna (prononciation : [pɔˈlit͡ʂna]) est un village polonais de la gmina de Policzna dans le powiat de Zwoleń de la voïvodie de Mazovie dans le centre-est de la Pologne.
Il est le siège administratif de la gmina appelée gmina de Policzna.
Il se situe à environ 11 kilomètres au nord de Zwoleń (siège du powiat) et 96 kilomètres au sud-est de Varsovie (capitale de la Pologne).
Le village compte une population d'environ 1 500 habitants.

## Histoire
De 1975 à 1998, le village appartenait administrativement à la voïvodie de Radom.